# Зинченко, Василий Моисеевич
Василий Моисеевич Зинченко  (14 сентября 1924 — 22 апреля 2011) — передовик советского сельского хозяйства, старший чабан госплемзавода «Москаленский» Москаленского районаОмской области, Герой Социалистического Труда (1986).

## Биография
Родился в 1924 году в селе Анновка, ныне Сарыкольского района в Казахстане, в украинской крестьянской семье. В 1933 году вся семья переехала в село Звездино Омской области.
Получив начальное образование, в 1940 году по примеру старших братьев трудоустроился чабаном по выпасу овец в совхоз «Москаленский». Отработал овцеводом в совхозе более 45 лет. За всё это время с его отар было настрижено свыше 100 тонн шерсти и получено 35 тысяч ягнят.
Указом Президиума Верховного Совета СССР от 29 августа 1986 года за достижение высоких показателей в производстве продукции сельского хозяйства Василию Моисеевичу Зинченко было присвоено звание Героя Социалистического Труда с вручением ордена Ленина и медали «Серп и Молот».
Проживал в селе Звездино Омской области. Умер 22 апреля 2011 года.

## Память
- В селе Звездино на здание школы в 2013 году открыта мемориальная доска братьям Зинченко.

## Награды
За трудовые и боевые успехи был удостоен:
- золотая звезда «Серп и Молот» (29.08.1986)
- два ордена Ленина (06.09.1973, 29.08.1986)
- Орден Трудового Красного Знамени (22.03.1966)
- Орден Знак Почёта (08.04.1971)
- другие медали.
- Почётный гражданин Москаленского муниципального района (10.11.2009)